# Diplostix delicatula
Diplostix delicatula är en skalbaggsart som först beskrevs av Fahraeus in Boheman 1851.  Diplostix delicatula ingår i släktet Diplostix och familjen stumpbaggar. Inga underarter finns listade i Catalogue of Life.